# Aires protégées du Nicaragua
Les aires protégées du Nicaragua sont des zones qui ont une beauté ou une importance naturelle et qui sont sous la protection d'un organisme gouvernemental  nicaraguayen. Le Nicaragua compte 78 zones protégées qui couvrent 22 422 km2 km², soit environ 17,3 % de la surface terrestre du pays. Le Système National de Zones Protégées (SINAP) est administré par le Ministère de l'Environnement et des Ressources Naturelles (MARENA).

## Histoire
Le refuge de la péninsule de Cosigüina a été créé en 1958 et a été la première aire protégée du Nicaragua. Deux autres zones protégées ont été créées en 1979 et il y en avait 25 au total en 1990. Avant 1979, la Banque centrale du Nicaragua s'est vu confier la responsabilité des deux parcs nationaux et d'une réserve naturelle créés sous le régime Somoza.
En mars 1999, une nouvelle loi a établi des règlements pour les réserves privées au Nicaragua. Les réserves privées consacrées à la faune sont définies comme des zones privées consacrées à la conservation par leurs propriétaires et reconnues par le MARENA, sur la base de certains critères et du potentiel de conservation de la biodiversité.

## Liste des aires protégées

### Parcs nationaux
- Parc national du volcan Masaya
- Parc national de l'archipel de Zapatera
- Parc national du Cerro Saslaya

### Monuments nationaux

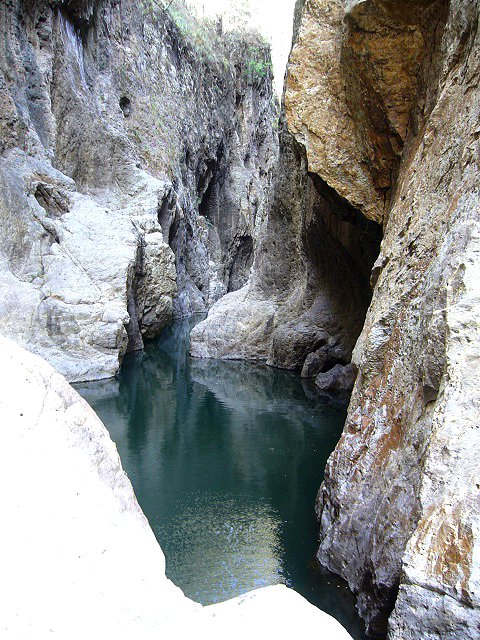
Le canyon de Somoto.

- Monument national des victimes de l'ouragan Mitch
- Monument national de Solentiname
- Monument national du canyon de Somoto

### Réserves naturelles

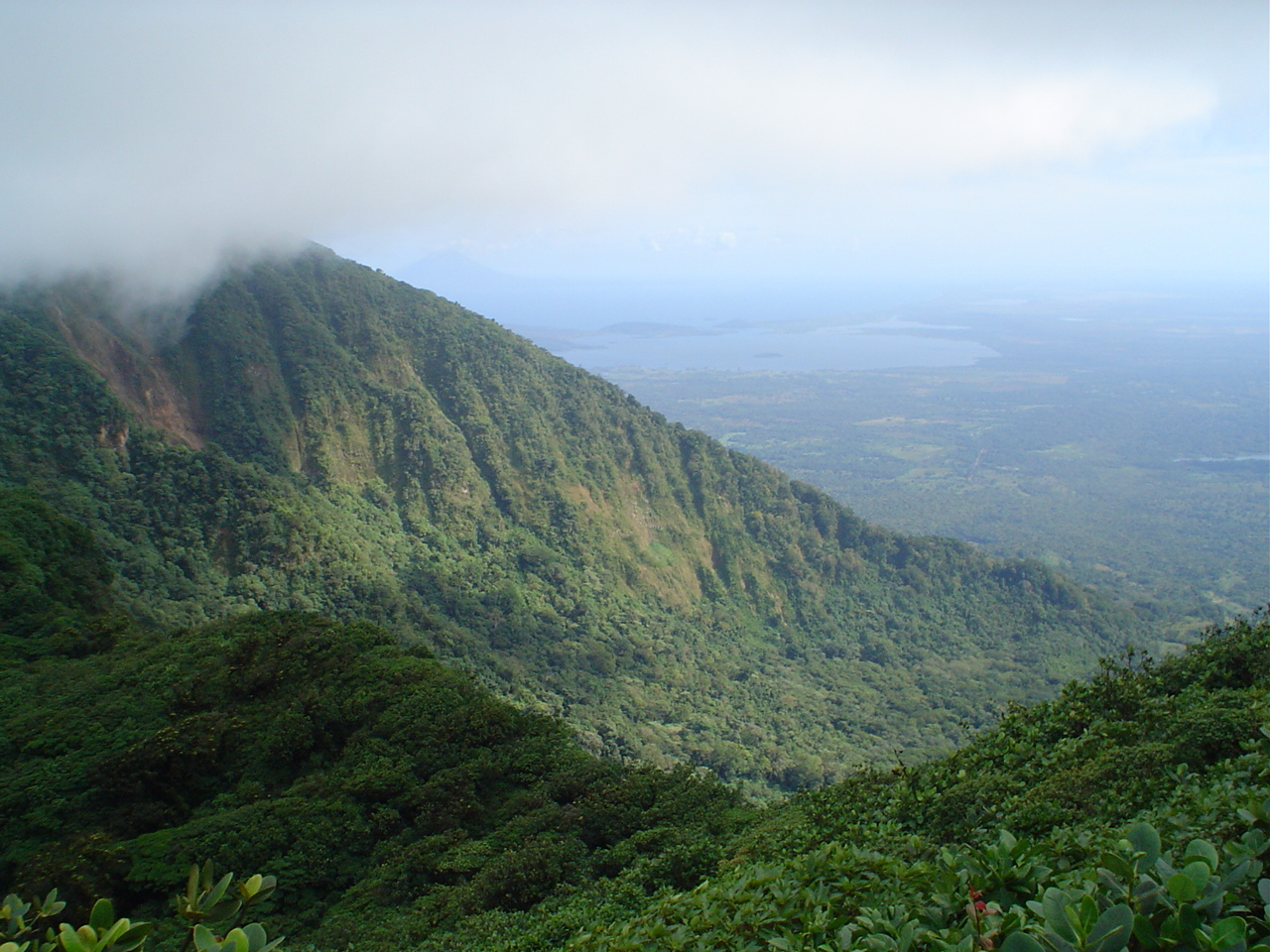
Réserve naturelle du volcan Mombacho.

- Réserve naturelle d'Alamikamaba
- Réserve naturelle Laguna de Apoyo

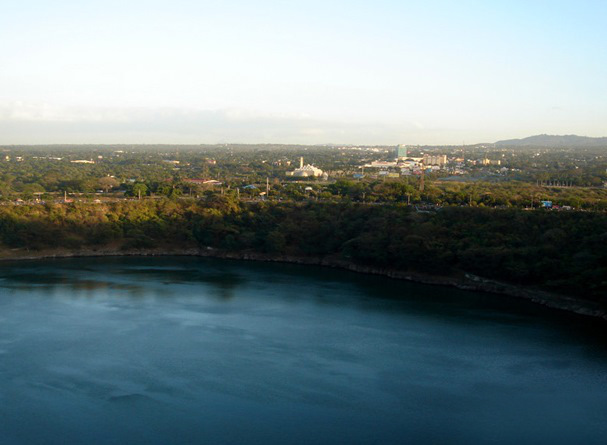
Vue de la lagune de Tiscapa et de la capitale, Managua.

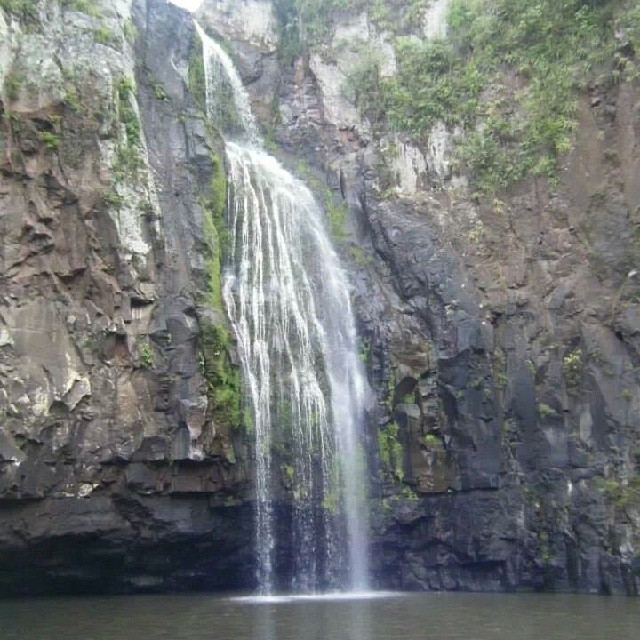
Cascade d'Estanzuela, dans la réserve naturelle de Tisey Estanzuela à Estelí.

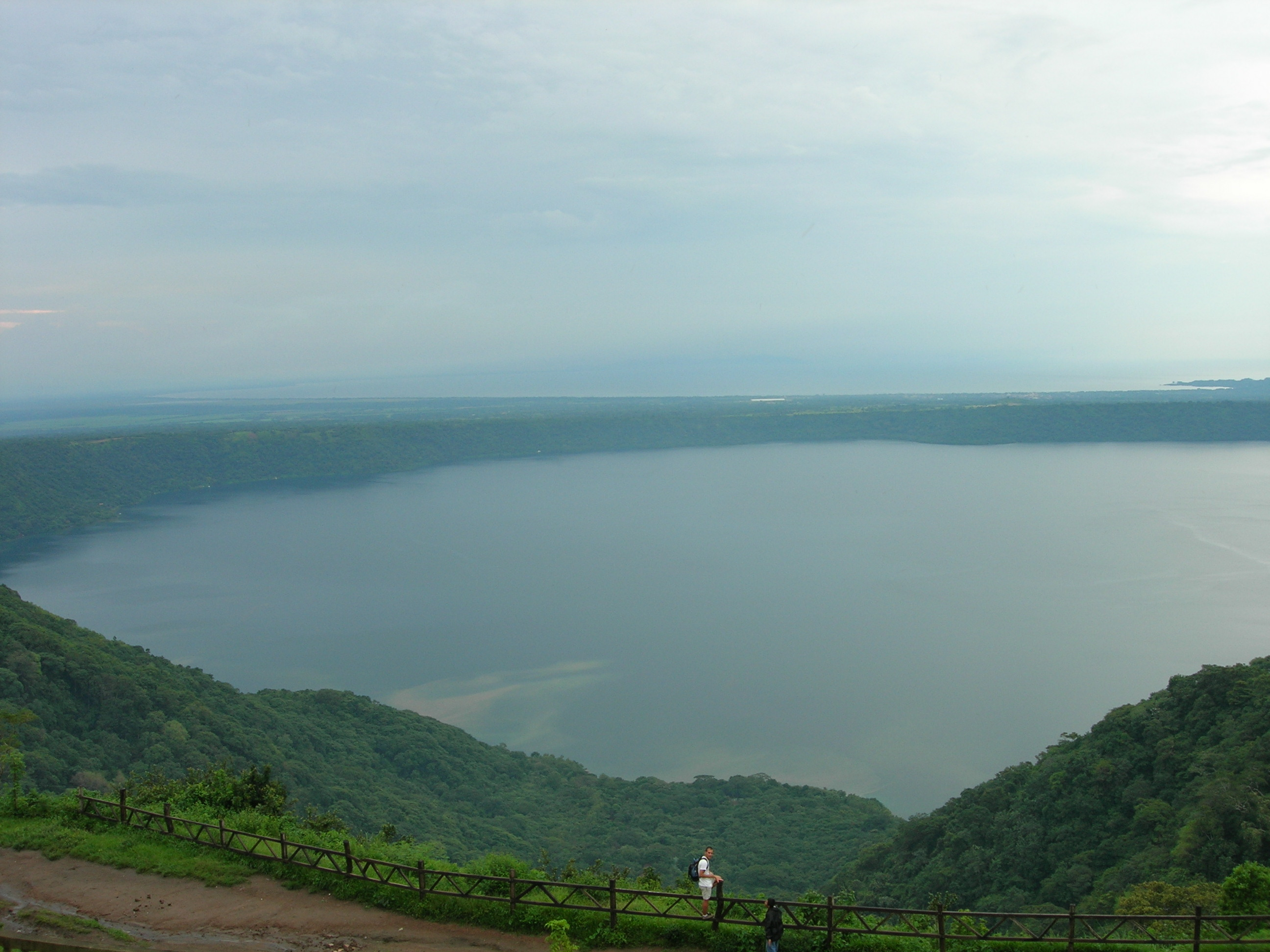
Vue de la lagune d'Apoyo depuis le mirador de Catarina.

- Réserve naturelle du lac d'Asososca
- Réserve naturelle du lac de Bismuna Raya
- Réserve naturelle de Cabo Viejo-Tala-Sulamas
- Réserve naturelle du Cerro Apante
- Réserve naturelle de Cerro Arenal
- Réserve naturelle de Cerro Banacruz
- Réserve naturelle de Cerro Cola Blanca
- Réserve naturelle du Cerro Cumaica-Cerro Alegre
- Réserve naturelle de Cerro Guabule
- Réserve naturelle du Cerro Kilambé
- Cerro Mombachito - Réserve naturelle de La Vieja
- Réserve naturelle de Cerro Musún
- Réserve naturelle du Cerro Pancasan
- Réserve naturelle de Cerro Quiabuc-Las Brisas
- Réserve naturelle Cerro Silva
- Réserve naturelle de Cerro Wawashang
- Réserve naturelle de la péninsule de Chiltepe
- Réserve naturelle de Chocoyero-El Brujo
- Réserve naturelle de la Cordillère de Yolaina
- Réserve naturelle de Cordillera Dipilto et Jalapa
- Réserve naturelle du volcan Cosigüina
- Réserve naturelle d'El Arenal
- Réserve naturelle de l'Estero Padre Ramos
- Réserve naturelle d'Estero Real
- Réserve naturelle de Fila Masigüe
- Réserve naturelle de l'île Juan Venado
- Réserve naturelle de Kligna
- Réserve naturelle du lac de Kukalaya
- Réserve naturelle de La Máquina
- Réserve naturelle du lac de Layasika
- Réserve naturelle de Limbaika
- Réserve naturelle des Llanos de Karawala
- Réserve naturelle des Llanos de Makantaka
- Réserve naturelle de Macizos de Peñas Blancas
- Réserve naturelle du volcan Maderas
- Réserve naturelle de Makantaka
- Réserve naturelle du lac de Mecatepe
- Réserve naturelle de Mesas de Moropotente
- Réserve naturelle de Miraflor
- Réserve naturelle du volcan Mombacho
- Réserve naturelle du lac de Nejapa
- Réserve naturelle du lac de Pahara
- Réserve naturelle de Punta Gorda
- Réserve naturelle du Río Manares
- Réserve naturelle du Salto Río Yasika
- Réserve naturelle de la Sierra Amerrisique
- Réserve naturelle de la Sierra Quirragua
- Réserve naturelle de tepesomoto-Pataste
- Réserve naturelle du lac de Tiscapa
- Réserve naturelle de Tisey Estanzuela
- Réserve naturelle du lac de Tisma
- Réserve naturelle du Volcan Pilas El Hoyo
- Réserve naturelle du Volcan San Cristóbal
- Réserve naturelle du Volcan San Cristóbal-Casita
- Réserve naturelle du Volcan Telica Rota
- Réserve naturelle du Volcan Yali
- Réserve naturelle de Yolaina
- Réserve naturelle de Yulu Karata
- Réserve naturelle de Yulu

### Réserves génétiques
- Réserve génétique d'Apacunca
- Réserve génétique des Llanos de Apacunca
- Réserve génétique du Yucul

### Réserves biologiques
- Réserve biologique de Cayos Miskitos
- Réserve biologique de l'Indio Maíz

### Refuges de faune

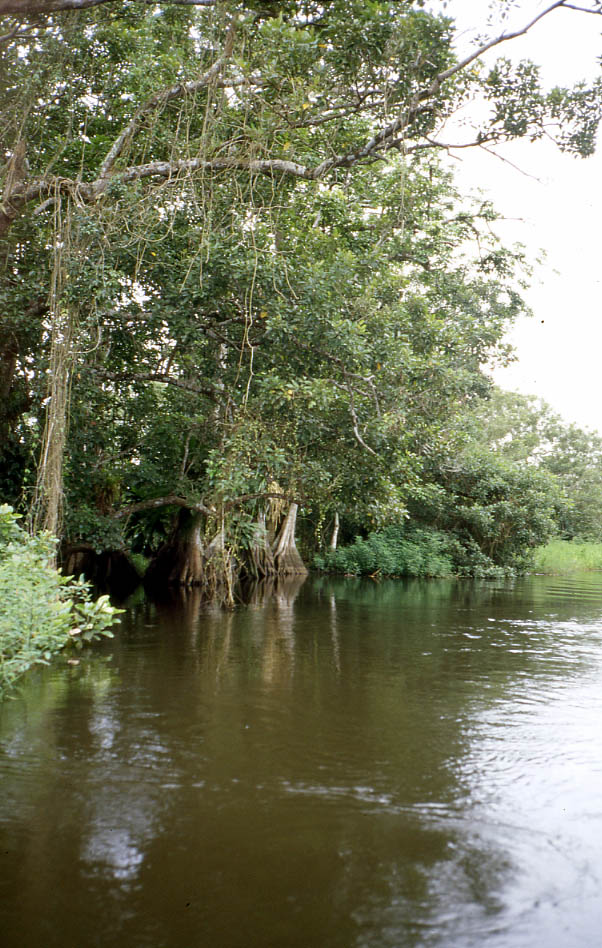
Une rivière à Los Guatuzos.

- Refuge de faune de Chacocente
- Refuge de faune de Los Guatuzos
- Refuge de faune du Río San Juan

### Autres aires protégées
- Site historique du Fort de la Inmaculada
- O Parks, WildLife, and Recreation, anciennement appelée Ostional Private WildLife Reserve
- Réserve de la forêt nuageuse de Selva Negra

## Conventions internationales

### Réserves de biosphère
Les réserves de biosphère sont une reconnaissance de l'Unesco dans le cadre du programme sur l'homme et la biosphère. Le Nicaragua dispose des réserves de biosphère suivantes :
- Bosawás (1997)
- Río San Juan (2003)
- Île Ometepe (2010)

### Sites Ramsar
La convention de Ramsar est entrée en vigueur au Nicaragua le 30 novembre 1997. En janvier 2020, le pays compte 9 sites Ramsar, couvrant une superficie de 4 068,52 km2.

### Zones importantes pour la conservation de oiseaux
Avec 685 espèces d'oiseaux dont 19 menacées, le Nicaragua possède 34 zones importantes pour la conservation de oiseaux.